# Casa Sila del carrer Vilaclosa
La Casa Sila del carrer Vilaclosa és una obra de Maials (Segrià) inclosa a l'Inventari del Patrimoni Arquitectònic de Catalunya.

## Descripció
Casa en cantonera de planta baixa i dos pisos, amb façana conservada bastant purament, exemplar característic de construcció senzilla de finals de l'edat mitjana, amb el seu trenca-aigües i un arc conopial a la finestra. La paret mitgera és en blocs.

## Història
S'ha fet una ampliació en totxo a la golfa.